# Dan Mica
Daniel Andrew Mica, detto Dan (Binghamton, 4 febbraio 1944), è un politico statunitense, membro della Camera dei Rappresentanti per lo stato della Florida dal 1979 al 1989.

## Biografia
Nato a Binghamton in una famiglia italoamericana, Mica frequentò l'Università della Florida e dopo la laurea lavorò come consulente di alcuni politici democratici.
Nel 1979 venne eletto lui stesso alla Camera dei Rappresentanti e vi rimase per cinque mandati, fino a quando nel 1988 decise di candidarsi al Senato. Mica tuttavia non riuscì a superare le primarie e dovette abbandonare il Congresso dopo dieci anni.
Quattro anni dopo venne eletto alla Camera anche il fratello di Dan, John Mica, che contrariamente a lui è un membro del Partito Repubblicano.